# Hadley (Massachusetts)
Pour les articles homonymes, voir Hadley.
Hadley est une ville située dans le Hampshire dans l'État du Massachusetts aux États-Unis. Lors du recensement de 2000, la population de la ville s'élevait à 4 793 habitants. D'un point de vue statistique, la ville appartient à la zone métropolitaine de la ville de Springfield.

## Histoire
Hadley est fondée en 1659 et est incorporée en 1661. Les premiers colons sont des Puritains originaires de Hartford et de Wethersfield dans le Connecticut. Ces derniers souhaitaient fonder une nouvelle colonie à la suite de dissensions religieuses dans leur Èglise. À cette époque, la localité s'étend sur les deux rives du fleuve Connecticut bien qu'en majorité sur la rive orientale. Par la suite, une partie de la colonie sera divisée en Hatfield, Amherst, South Hadley, Granby et Belchertown. 
En 1683, onze années avant le procès des Sorcières de Salem, Molly Webster est acquittée de la charge de sorcellerie.
Le général Joseph Hooker passa une longue période de sa vie dans la localité. Levi Stockbridge, fondateur du Massachusetts Agricultural College (aujourd'hui University of Massachusetts à Amherst) était également originaire de la ville.

## Géographie
Selon l'United States Census Bureau, la ville à une superficie de 64,0 km2 dont 60,4 km2 de terres fermes et 3,6 km2 d'étendues d'eau. À l'ouest se trouve Northampton, au nord-ouest Hatfield, au nord Sunderland, à l'est Amherst et au sud South Hadley. La chaîne Holyoke se situe sur le territoire de la ville, il s'agit d'une des deux seules chaînes montagneuses du pays allant de l'est vers l'ouest.

## Démographie
Selon le recensement de 2000, sur les 4 793 habitants, on retrouvait 1 895 ménages et 1 248 familles dans la ville. La densité de population était de 79 habitants par km² et la densité d’habitations (1 953 au total) était de 32 habitations par km². La population était composée de 95,91 % de blancs, 0,75 %  d’afro-américains et 0,6 % d’amérindiens.
26,6 % des ménages avaient des enfants de moins de 18 ans, 53,1 % étaient des couples mariés. 20 % de la population avait moins de 18 ans, 7 % entre 18 et 24 ans, 27,7 % entre 25 et 44 ans, 25,7 % entre 45 et 64 ans et 19,5 % au-dessus de 65 ans. L’âge moyen était de 42 ans. La proportion de femmes était de 100 pour 88 hommes.
Le revenu moyen d’un ménage était de 51 851 $.

## Points d'intérêt
- Porter Phelps Huntington Museum[2]
- Skinner State Park and Historic Summit House[3]
- Hopkins Academy (Septième plus ancienne école du paysl)
- Hadley Farm Museum[4]
- Hadley Town Common[5]
- Warren McGuirk Alumni Stadium, stade de football de l'University of Massachusetts

## Résidents célèbres
- William Goffe, parlementaire anglais et régicide
- Edward Whalley, parlementaire anglais et régicide
- Joseph Hooker, général durant la guerre de Sécession